# Droga do miłości
Droga do miłości (hiszp. Camino al amor) – argentyńska telenowela z 2014 roku. W rolach głównych Carina Zampini i Sebastián Estevanez. W roli antagonistki m.in. Sofía Reca. Premiera serialu w Argentynie odbyła się 26 maja 2014 na kanale Telefe. Ostatni odcinek wyemitowano 22 grudnia 2014.

## Wersja polska
Telenowela była emitowana w polskiej telewizji w USA od 3 listopada 2015 w iTVN od poniedziałku do piątku o godzinie 15.40 (CST – Chicago) i 16.40 (EST – Nowy Jork). Ostatni odcinek wyemitowano w czwartek 14 kwietnia 2016 o godzinie 15.40 (CDT – Chicago) i 16.40 (EDT – Nowy Jork). Opracowaniem wersji polskiej zajęła się telewizja TVN. Autorem tekstu był Michał Marrodan. Lektorem serialu był Mirosław Utta.
Telenowela jest dostępna w katalogu Player.pl.

## Obsada
- Sebastián Estevanez - Rocco Colucci
- Mariano Martínez - Vitto Colucci
- Juan Darthés[12] - Ángel Rossi / Colucci
- Carina Zampini - Malena Menéndez
- María Eugenia Suárez - Pía Arriaga
- Sol Estevanez - Gina Colucci / Levin
- Betiana Blum - Amanda Rossi
- Silvia Kutika - Liliana "Lili" Suárez
- Sofía Reca - Guadalupe "Lupe" Alcorta
- Rodolfo Bebán - Armando  Colucci
- Tina Serrano - Nelly Menéndez
- Hector Calori - Benjamín Levin
- Roberto Vallejos - Camilo Guevara
- Eva de Dominici - Valentina Rossi / Colucci
- Pablo Martínez - Polo Gaetán
- Matías Desiderio - Fernando Aguirre
- Josefina Scaglione - Florencia Ríos
- Mariano Argento - Alfonso Arriaga
- Hernán Estevanez - El Mencho
- Fernanda Metilli - Marilina
- Alejandro Porro - Tomás Aguirre
- Narella Clausen - Wendy Nieves
- Martina Gusmán - Vanesa De La Guarda
- Raúl Taibo - Agustín De La Guarda
- Leticia Brédice - Guillermina Dubois
- Esteban Prol - Pedro Oberti
- Adrián Navarro - Manuel
- Fabio Di Tomaso - Bautista
- Lucas Velasco - Gabriel "Gabo" Sánchez[13]
- Chachi Telescto - Juliana "Chuni" Mendoza
- Turco Naim - Delirio
- Pepe Novoa - Montesino
- Valentina Godfrid - Cinthia